# Малиновский сельсовет (Саянский район)
Малиновский сельсовет — сельское поселение в Саянском районе Красноярского края.
Административный центр — село Малиновка.

## История
Статус и границы сельского поселения установлены Законом Красноярского края от 18 февраля 2005 года № 13-3007 «Об установлении границ и наделении соответствующим статусом муниципального образования Саянский район и находящихся в его границах иных муниципальных образований»

## Население
| 2010 | 2012 | 2013 | 2014 | 2015 | 2016 | 2017 |
| ---- | ---- | ---- | ---- | ---- | ---- | ---- |
| 306  | ↘302 | ↘291 | ↘286 | ↘276 | ↘264 | ↗266 |

## Состав сельского поселения
В состав сельского поселения входят 3 населённых пункта:
| № | Населённый пункт | Тип населённого пункта       | Население |
| - | ---------------- | ---------------------------- | --------- |
| 1 | Абалаково        | деревня                      | ↘51       |
| 2 | Алексеевка       | деревня                      | ↘24       |
| 3 | Малиновка        | село, административный центр | ↘231      |

## Местное самоуправление
Малиновский сельский Совет депутатов
Дата избрания: 14.03.2010. Срок полномочий: 5 лет. Количество депутатов:  7
Глава муниципального образования
- Мазуров Анатолий Иванович. Дата избрания: 14.03.2010. Срок полномочий: 5 лет